# Spinus uropygialis
Spinus uropygialis là một loài chim trong họ Fringillidae.